# マルセロ・アウグスト・フェレイラ・テイシェイラ
マルセロ・ゴイアーノ（Marcelo Goiano）ことマルセロ・アウグスト・フェイレラ・テイシェイラ（ポルトガル語: Marcelo Augusto Ferreira Teixeira、1987年10月13日 - ）は、ブラジルの元サッカー選手。現役時代のポジションはDF。

## クラブ歴
当初はブラジル下部リーグのクラブを転々としていたが、2012年にGEアナポリスからCDフェイレンセに期限付き移籍し、リーガプロデビュー。翌2013-14シーズンは同じくポルトガルのプリメイラ・リーガに所属するアカデミカ・コインブラに期限付き移籍。翌シーズンにSCブラガに4年契約で完全移籍。ブラガでは主将を務めた。